# Willy Lasut
 (novembre 2019).
Willy Lasut (né le 28 janvier 1926 et mort le 4 avril 2003) est un officier militaire et homme politique indonésien, gouverneur du Sulawesi du Nord de 1978 à 1979.
Son frère, Arie Frederik Lasut, tué pendant la Révolution nationale indonésienne est un Héros national d'Indonésie.